# 黑支果乡
黑支果乡，是中华人民共和国云南省文山壮族苗族自治州广南县下辖的一个乡镇级行政单位。

## 行政区划
黑支果乡下辖以下地区：
黑支果村、阿章村、牡宜村、木浪村、新街村、夷郎村、天生桥村、脚木塘村、龙潭村、鼠街村、马稍村和平寨村。